# فريدريش ليو
فريدريش ليو (بالألمانية: Friedrich Leo)‏ (و. 1851 – 1914 م) هو لغوي، وعالم لغوي كلاسيكي، وأستاذ جامعي، وباحث في تاريخ العصور الكلاسيكية، وعالم لاتينيات من ألمانيا، ومملكة بروسيا، كان عضوًا في الأكاديمية البروسية للعلوم (منذ 1 نوفمبر 1906)، وأكاديمية العلوم في غوتينغن (منذ 1893)، توفي في غوتينغن، عن عمر يناهز 63 عاماً.

## التعليم
تعلم في جامعة غوتينغن، وتعلم في جامعة بون
.

## جوائز
حصل على جوائز منها:

Geheimer Regierungsrat ‏